# Цикл насильства
Цикл насильства — термін, що стосується повторюваних і небезпечних актів насильства як циклічної моделі, пов'язаної з сильними емоціями та доктринами відплати чи помсти. Шаблон, або цикл, повторюється і може відбуватися багато разів протягом стосунків. Кожна фаза може тривати різний час, і з часом рівень насильства може зростати. Фраза набуває все більшого поширення з моменту її вперше популяризації в 1970-х роках.
Це часто відноситься до насильницької поведінки, яку засвоїли в дитинстві, а потім повторили, ставши дорослим, таким чином продовжуючи усвідомлений цикл.
Цикл насильства пов'язаний із психологією насильника, оскільки він відображає патологічні вірування, стереотипи та реакції особистості насильника, його спосіб сприйняття світу, відношення до себе та інших людей, а також його здатність до влади, контролю та маніпуляції. Насильники часто прагнуть встановити та підтримувати контроль над своєю жертвою, використовуючи цей цикл насильства для збереження своєї влади та домінування.

## У стосунках
Цикл жорстокого поводження зазвичай відбувається за такою схемою:
- Жорстоке поводження — кривдник ініціює агресивне, вербальне чи фізичне насильство, спрямоване на контроль і пригнічення жертви.
- Почуття провини — кривдник відчуває себе винним за образливу поведінку, насамперед через занепокоєння щодо того, що його визнають винним у насильстві, а не через почуття співчуття до жертви.
- Виправдання — раціоналізація поведінки, включаючи звинувачення та виправдання.
- «Нормальна» поведінка — кривдник відновлює особистий контроль, створює мирну фазу, намагаючись змусити жертву почуватися комфортно у стосунках.
- Фантазія та планування — обмірковування того, що жертва зробила неправильно, як вона буде покарана, і розробка плану реалізації фантазії.
- Налаштування — план «приводиться в рух».

Циклічний характер домашнього насильства є найбільш поширеним в інтимному тероризмі (ІТ), який передбачає модель постійного контролю за допомогою емоційного, фізичного та інших форм домашнього насильства, і це те, що зазвичай призводить жертв, якими найчастіше є жінки, до жіночих притулків. Це традиційне визначення домашнього насильства, яке зазвичай ілюструється «Колесом влади та контролю», щоб проілюструвати різні та взаємопов'язані форми насильства. Інтимний тероризм відрізняється від ситуативного насильства подружжя, яке є поодинокими випадками різного ступеня інтенсивності.
Загальний, заплутаний і складний цикл травматичного насильства та карти зцілення був розроблений Ольгою Бочаровою, коли вона працювала в Центрі міжнародних досліджень.
Цикл насильства і психологія насильника тісно пов'язані.
- Напруження. На цій фазі кривдник відчуває гнів, роздратування, або інші негативні емоції, які можуть бути пов'язані з його низькою самооцінкою, проблемами з емоційною регуляцією, або історією насильства.
- Насильство. На цій фазі кривдник вибухає емоційно і використовує насильство, щоб здобути контроль над ситуацією, або щоб виплеснути свою лють.
- Медовий місяць. На цій фазі кривдник просить вибачення і обіцяє змінитися, щоб заспокоїти жертву і зберегти контроль над стосунками.

Важливо пам'ятати:
- насильники не завжди усвідомлюють свою поведінку;
- їх поведінка не виправдана;
- жертви насильства не винні в тому, що з ними сталося.

## Міжпоколінний
Цикли насильства між поколіннями виникають, коли насильство передається від батьків до дітей або від брата до брата.
У дітей, які зазнають домашнього насильства, ймовірно, виникнуть проблеми з поведінкою, такі як регресія, демонстрація неконтрольованої поведінки та імітація поведінки. Діти можуть подумати, що насильство є прийнятною поведінкою в інтимних стосунках, і стати або жертвами насильства, або кривдниками. Нещодавні дослідження поставили під сумнів те, чи певні наслідки домашнього насильства щодо дітей пом'якшуються та/або опосередковуються психологічною реакцією матері, такою як посттравматичний стресовий розлад матері, дисоціація та пов'язані біологічні маркери.
Приблизно від 1/5 до 1/3 підлітків, які переглядають ситуації домашнього насильства, зазнають насильства підлітків на побаченнях, регулярно жорстоко чи зазнаючи насильства з боку своїх партнерів вербально, психічно, емоційно, сексуально та/або фізично. Від 30 до 50 % стосунків на побаченнях можуть демонструвати той самий цикл ескалації насильства в їхніх подружніх стосунках.
Фізичні покарання дітей також пов'язували з подальшим домашнім насильством. Дослідник насильства в сім'ї Мюррей А. Страус вважає, що дисциплінарне шмагання є «найпоширенішою і важливою формою насильства в американських сім'ях», наслідки якої сприяють виникненню кількох серйозних суспільних проблем, включаючи наступні напади на подружжя.

## В політиці
У 1377 році арабський філософ Ібн Хальдун визначив цикл насильства, у якому послідовні династії беруть контроль над державою та встановлюють асабійю або соціальну згуртованість, що дозволяє їм розширитися до межі. Надмірна «пишність» призводить до того, що династія стагнує, стає малорухливою та розвалюється, поступаючись місцем завоюванням нової, більш жорстокої династії. Цей цикл відбувається протягом трьох поколінь.
За словами Джона Міршаймера, цикл насильства між націями триватиме нескінченно, оскільки великі держави бояться одна одної, таким чином змагаючись за владу та домінування, вірячи, що це забезпечить безпеку.
«Цикл насильства» також використовується в більш загальному плані для опису будь-якої довгострокової суперечки між фракціями в країні, в якій часто відбуваються акти агресії, як, наприклад, в Аргентині в 1970-х роках і Лівані.

### Книги
- Engel, Beverly Breaking the Cycle of Abuse: How to Move Beyond Your Past to Create an Abuse-Free Future (2005)
- Biddix, Brenda FireEagle Inside the Pain: (a survivors guide to breaking the cycles of abuse and domestic violence) (2006)
- Hameen, Latifah Suffering In Silence: Breaking the Cycle of Abuse (2006)
- Hegstrom, Paul Angry Men and the Women Who Love Them: Breaking the Cycle of Physical and Emotional Abuse (2004)
- Herbruck, Christine Comstock Breaking the cycle of child abuse (1979)
- Marecek, Mary Breaking Free from Partner Abuse: Voices of Battered Women Caught in the Cycle of Domestic Violence (1999)
- Mills, Linda G. Violent Partners: A Breakthrough Plan for Ending the Cycle of Abuse (2008)
- Ney, Philip G. & Peters, Anna Ending the Cycle of Abuse: The Stories of Women Abused As Children & the Group Therapy Techniques That Helped Them Heal (1995)
- Pugh, Roxanne Deliverance from the Vicious Cycle of Abuse (2007)
- Quinn, Phil E. Spare the Rod: Breaking the Cycle of Child Abuse (Parenting/Social Concerns and Issues) (1988)
- Smullens, SaraKay Setting Yourself Free: Breaking the Cycle of Emtional Abuse in Family, Friendships, Work and Love (2002)
- Waldfogel, Jane The Future of Child Protection: How to Break the Cycle of Abuse and Neglect (2001)
- Wiehe, Vernon R. What Parents Need to Know About Sibling Abuse: Breaking the Cycle of Violence (2002)

### Академічні журнали
- Coxe, R & Holmes, W A study of the cycle of abuse among child molesters. Journal of Child Sexual Abuse, v10 n4 p111-18 2001
- Dodge, K. A., Bates, J. E. and Pettit, G. S. (1990) Mechanisms in the cycle of violence. Science, 250: 1678—1681.
- Egeland, B., Jacobvitz, D., & Sroufe, L. A. (1988). Breaking the cycle of abuse: Relationship predictors. Child Development, 59(4), 1080—1088.
- Egeland, B & Erickson, M — Rising above the past: Strategies for helping new mothers break the cycle of abuse and neglect. Zero to Three 1990, 11(2):29-35.
- Egeland, B. (1993) A history of abuse is a major risk factor for abusing the next generation. In: R. J. Gelles and D. R. Loseke (eds) Current controversies on family violence. Newbury Park, Calif.; London: Sage.
- Furniss, Kathleen K. Ending the cycle of abuse: what behavioral health professionals need to know about domestic violence.: An article from: Behavioral Healthcare (2007)
- Glasser, M & Campbell, D & Glasser, A & Leitch I & Farrelly S Cycle of child sexual abuse: links between being a victim and becoming a perpetrator The British Journal of Psychiatry (2001) 179: 482—494
- Kirn, Timothy F. Sexual abuse cycle can be broken, experts assert.(Psychiatry): An article from: Internal Medicine News (2008)
- Quayle, E Taylor, M — Child pornography and the Internet: Perpetuating a cycle of abuse Deviant Behavior, Volume 23, Issue 4 July 2002, pages 331—361
- Stone, AE & Fialk, RJ Criminalizing the exposure of children to family violence: Breaking the cycle of abuse 20 Harv. Women's L.J. 205, Spring, 1997
- Woods, J Breaking the cycle of abuse and abusing: Individual psychotherapy for juvenile sex Clinical Child Psychology and Psychiatry, Vol. 2, No. 3, 379—392 (1997)